# Neophrissoma umbrinum
Neophrissoma umbrinum är en skalbaggsart som först beskrevs av White 1858.  Neophrissoma umbrinum ingår i släktet Neophrissoma och familjen långhorningar. Inga underarter finns listade i Catalogue of Life.